# Bà hoàng nói dối
Bà hoàng nói dối (tiếng Anh: Honest Candidate, tiếng Hàn: 정직한 후보) là một bộ phim hài Hàn Quốc do đạo diễn Jang Yoo-jeong thực hiện cùng với Soo Film và Hong Film sản xuất. Phim bắt đầu công chiếu tại các rạp Hàn Quốc vào ngày 12 tháng 2 năm 2020 và tại Việt Nam vào ngày 20 tháng 3 năm 2020.

## Nội dung
Bộ phim xoay quanh câu chuyện của nữ nghị sĩ Joo Sang-sook với khả năng nói dối "như cơm bữa", nhờ đó bà gặt hái được rất nhiều thành công trong sự nghiệp chính trị. Sự việc trở nên hết sức nguy cấp khi ngày tranh cử đã gần kề đột nhiên bà Joo không thể nói dối được nữa.

## Diễn viên
- Ra Mi-ran vai Joo Sang-sook
- Kim Moo-yul vai Park Hee-cheol
- Na Moon-hee vai Kim Ok-hee
- Yoon Kyung-ho vai Bong Man-sik
- On Joo-wan vai Song Jung-sik
- Lee Soo-Kyung vai So-jin

## Sản xuất
Phim dưới sự chỉ đạo của đạo diễn Jang Yoo-jeong bắt đầu quay từ ngày 15 tháng 6 năm 2019 và kết thúc vào ngày 7 tháng 9 năm 2019.